# Politique au Honduras
La politique au Honduras repose sur un modèle d'État où la république est unitaire et présidentielle.

## Pouvoir exécutif
Le pouvoir exécutif est entre les mains du président de la République, qui est à la fois chef de l'État et chef du gouvernement. Il nomme son cabinet.
Le président est élu pour un mandat de quatre ans, en même temps qu'un vice-président de la République. Il est rééligible.
Le 28 juin 2009, un coup d'État dépose le président Manuel Zelaya qui avait tenté d'organiser un référendum inconstitutionnel pour faire modifier la Constitution. Le pays connaît ensuite d'importantes mobilisations populaires, les uns dénonçant le coup d'État, les autres soutenant les putschistes.
Aux élections du 29 novembre 2009, organisées par le régime issu du putsch (mais à la date normale puisque le mandat de Manuel Zelaya arrivait à échéance en janvier 2010), Porfirio Lobo Sosa (Parti national, conservateur de centre-droit) est élu avec près de 56 % des suffrages valides, contre 38 % pour son plus proche rival. Les principales organisations internationales et pays refusent d'envoyer des observateurs et de reconnaitre ces élections. Cela n'empêche pas Porfirio Lobo de prendre ses fonctions le 27 janvier 2010.
Juan Orlando Hernández est président de la République entre 2014 et 2022. Il est réélu en 2017 après une modification en 2015 de la Constitution et du code pénal permettant au président d'exercer un second mandat consécutif. 
Lors de l'élection du 28 novembre 2021, Xiomara Castro, soutenu par le Parti Liberté et refondation Libre, est élue présidente et entre en fonction le 27 janvier 2022.

## Pouvoir législatif
Le pouvoir législatif est exercé en commun :
- par le gouvernement ;
- par un parlement monocaméral, le Congrès national, composé de 128 sièges.

Les députés sont élus tous les 4 ans, à la représentation proportionnelle, le même jour que l'élection présidentielle. Les dernières élections ont donc eu lieu le 28 novembre 2022.

## Pouvoir judiciaire
Au sommet de la hiérarchie judiciaire, on trouve une Cour suprême de justice (Corte Suprema de Justicia), composée de 15 magistrats élus pour quatre ans par le Congrès national, chacun de ses membres devant être élu par une majorité des deux tiers du Congrès et choisi au sein d'une liste comportant au moins trois noms pour chaque membre de la Cour, liste élaborée par une « junte nominatrice » (Junta Nominadora) de sept membres désignés par divers organes politiques, judiciaires ou de la société civile et professionnelle.
Aux niveaux inférieurs de l'organisation judiciaire hondurienne, il existe des cours d'appel (Cortes de Apelaciones) et différentes juridictions chargées de résoudre les problèmes civils, pénaux, fiscaux, etc.
La peine de mort a été appliquée pour la dernière fois en 1940 et abolie en 1956.

## Partis politiques
Historiquement, la politique hondurienne est caractérisée par un bipartisme continu entre le Parti libéral du Honduras et le Parti national du Honduras, seul le Parti Liberté et refondation réussit à chambouler cette alternance traditionnelle à partir de 2013, et ce, au détriment du Parti libéral. 
À la suite des élections générales de 2017, six formations politiques sont représentées au Congrès national :
- le Parti Liberté et refondation : 51 sièges ;
- le Parti national du Honduras : 40 sièges ;
- le Parti libéral du Honduras : 21 sièges ;
- le Parti sauveur du Honduras (PSH) : 14 sièges ;
- le Parti anti-corruption : 1 siège ;
- le Parti démocrate-chrétien du Honduras : 1 siège.

## Organisations internationales
Le Honduras est membre ou partie prenante d'un grand nombre d'organisations ou institutions internationales, parmi lesquelles on peut citer : l'ONU, l'UNICEF, la Cour pénale internationale, Interpol, Intelsat, la FAO, l'OMM, etc.